# Hasselroth
Hasselroth település Németországban, Hessen tartományban. Lakosainak száma 7425 fő (2023. december 31.).

## Népesség
A település népességének változása:
| Lakosok száma | 7337 | 7311 | 7327 | 7409 | 7425 |
|               | 2017 | 2019 | 2021 | 2022 | 2023 |